# 強尼·馬爾
強尼·馬爾（英語：Johnny Marr；出生名約翰·馬丁·馬赫；1963年10月31日—）是英國音樂家、歌手和詞曲作者。最為人知的是在史密斯樂團（1982〜1987年）在其擔任吉他手，與莫里西共同創作。評論家稱他們為最重要的另類搖滾樂團，於1980年代的英國獨立樂壇嶄露頭角。

## 唱片目錄

### 錄音室專輯
- The Messenger（英语：The Messenger (Johnny Marr album)） (2013)
- Playland（英语：Playland (album)） (2014)
- Call the Comet (2018)

## 外部連結
- 官方网站
- Audio interview with Johnny Marr on the Sodajerker On Songwriting podcast （页面存档备份，存于）

### Sources
- Rogan, Johnny. . London: Omnibus Press. 1994.